# 스바니야서

스바니야서(공동번역, 가톨릭), 스바냐서(개신교)는 구약성경의 소예언서 중 하나이다. 스바니야는 '야훼가 숨기다', '야훼가 보호하다'라는 뜻이다.

## 저자와 작성연대
저자에 대해서는 본서 초반의 "스바니야는 히즈키야의 현손이요, 아마라의 증손이요, 그달리야의 손자요, 구시의 아들"이라는 정보 외에는 알려진 것이 없다. 보통 고조부까지 나열하지는 않는데 스바니야의 경우 유명한 왕의 후손임을 강조하기 위해 고조부까지 나열한 것으로 본다.
아버지의 이름인 "구시"는 구스 혹은 에티오피아 사람이라는 뜻인데, 실제로 스바니야서는 에티오피아의 죄악과 회복에 대해 언급한다. 이에 따라 일부 학자들은 스바니야가 흑인이었다고 주장하는데, "구시"가 꼭 출신지와 부합할 필요는 없으며 단순히 이름에 불과하다는 견해도 있다.
스바니야서 내부에 연대를 특정할만한 단서는 없다. 요시아왕 재위기간, 특히 기원전 622년 요시아의 개혁이 있기 이전에 활동했다는 견해가 있다. 이 경우 므나쎄의 통치기에 태어난 것으로 본다.
그러나 왕정이 무너진 후에 쓰여졌다는 견해도 존재한다. 이에 따르면 작성 연대는 기원전 586년 유다 왕국이 멸망한 후로 비정된다. 이외에도 이사야서와와 유사하게 유다에 만연한 타락과 불의를 지적한다는 점에서 이사야의 제자로 보는 견해도 있다.

## 내용
주제는 '야훼의 날'이다. 악에 대한 심판과 의에 대한 구원이다. 유다와 이웃 나라에 대한 심판과 유다의 회복을 예언했다. 영적으로는 세상의 대 환난을 거쳐 미래의 천년 왕국의 실현에 대한 예언이다.

## 특징
1. 주의 날을 묘사했다. 유다 심판과 대 환난을 함께 나타냈다.
2. 도덕성을 강조했다. 우상숭배와 도덕적 타락을 질타하였다.
3. 이방인의 구원과 남은 자의 구원을 예언했다. 이것은 최종적인 회복인 천년왕국의 예언이 된다.

## 신학적 이해
1. 야훼의 날: 이 날은 하나님께서 자신이 명예를 지키시고 열방들이나 이스라엘의 죄를 심판하시기 위해 오시는 날이다. 스바냐의 이 날은 역사속에서 기대되는 것이었으나 하나님께서 개입하시는 이러한 역사적 행위는 또한 죄가 이 땅으로부터 제하여지는 종말론적인 심판의 그림자이기도 했다.
2. 남은 자에 대한 신실하심과 자비: 주님의 진노에 대한 두려운 기대와 병행하여 남은 자를 향한 주님의 신실하심과 자비라는 주제가 또한 지배적으로 나타나고 있다. 이스라엘을 택하신 주님의 목적은 지금 당장 주어진 심판에 의해서 좌절되는 것이 아니라, 선택된 남은 자들 속에서 실현되는 것이다.
3. 우주적인 하나님: 이스라엘의 하느님은 우주적인 하느님이다. 그는 모든 나라들을 다스리시며, 자신의 거룩함과 그들이 자기 백성을 어떻게 대했는지에 따라서 그들에게 심판을 내리신다. 우주를 통치하시는 하나님은 항상 모든 열방에 대해 자비로운 마음을 갖고 계신다.

## 구조

### 일반적인 스바니야 구조
일반적으로 파악하는 스바냐의 구조는 유다의 직접적인 역사적 정황과 관련된 일련의 신탁들로 시작하여 열방들에 대한 신탁으로 이어지며, 미래의 종말론적인 신탁들로 끝을 맺는다.
1. 유다에 대한 신탁(1:2~2:3)
  1. 우주적인 심판(1:2~3)
  2. 주님의 희생제사(1:4~9)
  3. 예루살렘의 심판(1:10~13)
  4. 주님의 날(1:14~2:3)
2. 열방들에 대한 신탁(2:4~3:8)
  1. 블레셋(2:4~7)
  2. 모압과 암몬(2:8~11)
  3. 구스(2:12)
  4. 앗시리아(2:13~15)
  5. 예루살렘(3:1~7)
  6. 우주적인 심판(3:8)
3. 구원의 신탁(3:9~10)
  1. 온 세상의 경배(3:9~10)
  2. 유다의 축복과 회복(3:11~20)

### 돌시의 스바니야 구조
돌시의 경우 나훔서와 마찬가지로 7중 대칭 구조로 파악하는데, 이 경우 가장 핵심에 놓인 내용(D,2:1~3)은 '회개에 대한 촉구'이다.
- A 1:2~6: 악인들에 대한 임박한 심판
  - B 1:7~13: 타락한 지도자와 부자들에 대한 심판
    - C 1:14~18: 열국에 대한 주님의 심판
      - D 2:1~3: 회개에 대한 촉구

    - C' 2:4~15: 열국에 대한 주님의 심판

  - B' 3:1~7: 정치적 지도자와 종교 지도자들에 대한 심판
- A' 3:8~20: 장차 있을 예루살렘의 회복

## 참고 문헌
- Attridge, Harold W.; Meeks, Wayne A., 편집. (2006). 《The Harper Collins Study Bible》 rev.판. New York: Harper Collins. ISBN 978-0-06122840-7.
- Berlin, Adele; Brettler, Marc Zvi; Fishbane, Michael, 편집. (2004). 《The Jewish Study Bible》. New York: Oxford University Press. ISBN 978-0-19529751-5.
- Carson, D. A.; Hess, Richard S.; Alexander, T. D.; Moo, Douglas J.; Naselli, Andrew David, 편집. (2015). 《NIV Zondervan Study Bible》. Grand Rapids: Zondervan. ISBN 978-0-31043833-5.
- Grudem, Wayne; Dennis, Lane T.; Packer, J. I.; Collins, C. John; Schreiner, Thomas R.; Taylor, Justin, 편집. (2008). 《ESV Study Bible》. Wheaton: Crossway. ISBN 978-1-43350241-5.